# Ermite de Koepcke
Pour les articles homonymes, voir Koepcke.
Phaethornis koepckeae
Espèce
Répartition géographique
Statut de conservation UICN

 LC  : Préoccupation mineure
Statut CITES
L'Ermite de Koepcke (Phaethornis koepckeae) est une espèce d'oiseaux de la famille des Trochilidae.

## Distribution
L'Ermite de Koepcke est endémique du Pérou.

## Étymologie
Son nom spécifique, koepckeae, ainsi que son nom vernaculaire (« de Koepcke ») lui ont été donnés en l'honneur de Maria Koepcke (1924-1971), ornithologue germano-péruvienne qui a passé près de vingt ans à étudier l'avifaune péruvienne.

## Publication originale
- (en) John S. Weske et John W. Terborgh, « Phaethornis koepckeae, a New Species of Hummingbird from Peru », The Condor, Santa Clara, Cooper Ornithological Society (d), vol. 79, no 2,‎ 1977, p. 143–147 (ISSN 0010-5422 et 1938-5129, OCLC 6135996, DOI 10.2307/1367156).